# Compay Segundo
Máximo Francisco Repilado Muñoz Telles (18 tháng 11 năm 1907 – 13 tháng 7 năm 2003), hay được biết tới với nghệ danh Compay Segundo, là ca sĩ, nhạc sĩ, và nghệ sĩ guitar nhạc trova người Cuba.
Sinh ra và lớn lên tại Siboney, Telles chuyển tới thành phố Santiago de Cuba vào năm 9 tuổi và tham gia vào ban nhạc thành phố của thầy giáo dạy nhạc Enrique Bueno. Ông chuyển tới La Habana vào năm 1934 và chơi clarinet trong một ban nhạc nhỏ. Ở đây, ông tự học đàn tres và guitar, rồi phát minh ra cây đàn 7-dây armónico. Trong thập niên 1950, ông nổi tiếng là giọng hát bè trong nhóm Los Compadres – ban nhạc mà ông thành lập cùng danh ca Lorenzo Hierrezuelo vào năm 1947. Đây cũng là nguồn gốc của nghệ danh của ông, Compay Segundo (tạm dịch "Compadre thứ hai").
Sáng tác nổi tiếng nhất của Segundo là ca khúc "Chan Chan", viết theo điệu son và chính là giai điệu mở đầu của album lừng danh Buena Vista Social Club (1997). Ngoài ra còn có thể kể tới "Sarandonga", "La calabaza", "Hey caramba", "Macusa" hay "Saludo Compay".
Ở tuổi ngoài 90, khi được Tổng thống Fidel Castro hỏi về sức khỏe sau khi trình diễn trực tiếp ca khúc "Chan Chan" cho Giáo hoàng Gioan Phaolô II tại Vatican, ông đã trả lời bí quyết là ăn nhiều thịt cừu và uống nhiều rượu rum.
Segundo qua đời năm 2003 ở tuổi 95 vì suy thận. Một chương trình tưởng niệm đã được trình diễn nhân dịp kỷ niệm 100 năm ngày sinh của ông vào năm 2007.

### Thư viện
- Grupo Compay Segundo audio samples